# De Goupil à Margot
De Goupil à Margot (sous-titré Histoires de bêtes) est un recueil de nouvelles de Louis Pergaud publié en 1910. Il fut récompensé la même année par le prix Goncourt.

## Historique
Cet ouvrage reçoit le prix Goncourt, en s'imposant face à L'Hérésiarque et Cie de Guillaume Apollinaire, à La Vagabonde de Colette et surtout à Nono de Gaston Roupnel.

## Résumé
Recueil de huit nouvelles, dont le personnage principal est toujours un animal. Ces nouvelles s'intitulent :
- La Tragique Aventure de Goupil
- Le Viol souterrain
- L'Horrible Délivrance
- La Fin de Fuseline
- La Conspiration du Murger
- Le Fatal Étonnement de Guerriot
- L'Évasion de la mort
- La Captivité de Margot

## Personnages
- Goupil : un renard roux mâle.
- Miraut : un chien qui apparaît dans la première et la dernière nouvelle du recueil. Ce personnage aura sa propre histoire dans Le Roman de Miraut, chien de chasse.
- Lisée : Le maître de Miraut. Braconnier et tenancier du bistrot du village.
- Chanteclair : deux coqs portent ce nom dans la première et la dernière nouvelle. Il n'est pas précisé s'il s'agit du même animal (l'un d'eux étant tué par Goupil).
- Nyctalette : une taupe femelle, héroïne de la nouvelle Le Viol Souterrain.
- Fuseline : une fouine, héroïne de L'Horrible Délivrance et La Fin de Fuseline.
- Roussard : un lièvre mâle, héros de La Conspiration du Murger.
- Guerriot : un écureuil roux.
- Jacquot : un geai des chênes.
- Rana : une grenouille verte, héroïne de L’Évasion de la mort.
- Tiécelin : un corbeau.
- Margot : une pie, victime comme Goupil de la cruauté de Lisée.
- Mitis : le chat de Lisée.
- Picorée : une poule de la ferme de Lisée.

## Éditions
- De Goupil à Margot, Mercure de France, 1910 (Wikisource).

Repris avec l’autorisation de l’éditeur original en 1960, Club du Livre Progressiste, préface de Pierre Gamarra, notice bibliographique d'Eugène Chatot.